# ديفيد غرايمز (ملحن)
ديفيد غرايمز (بالإنجليزية: David Grimes)‏ هو ملحن أمريكي، ولد في 9 مارس 1948.

## روابط خارجية
- ديفيد غرايمز على موقع IMDb (الإنجليزية)